# Pannonia (provincia)

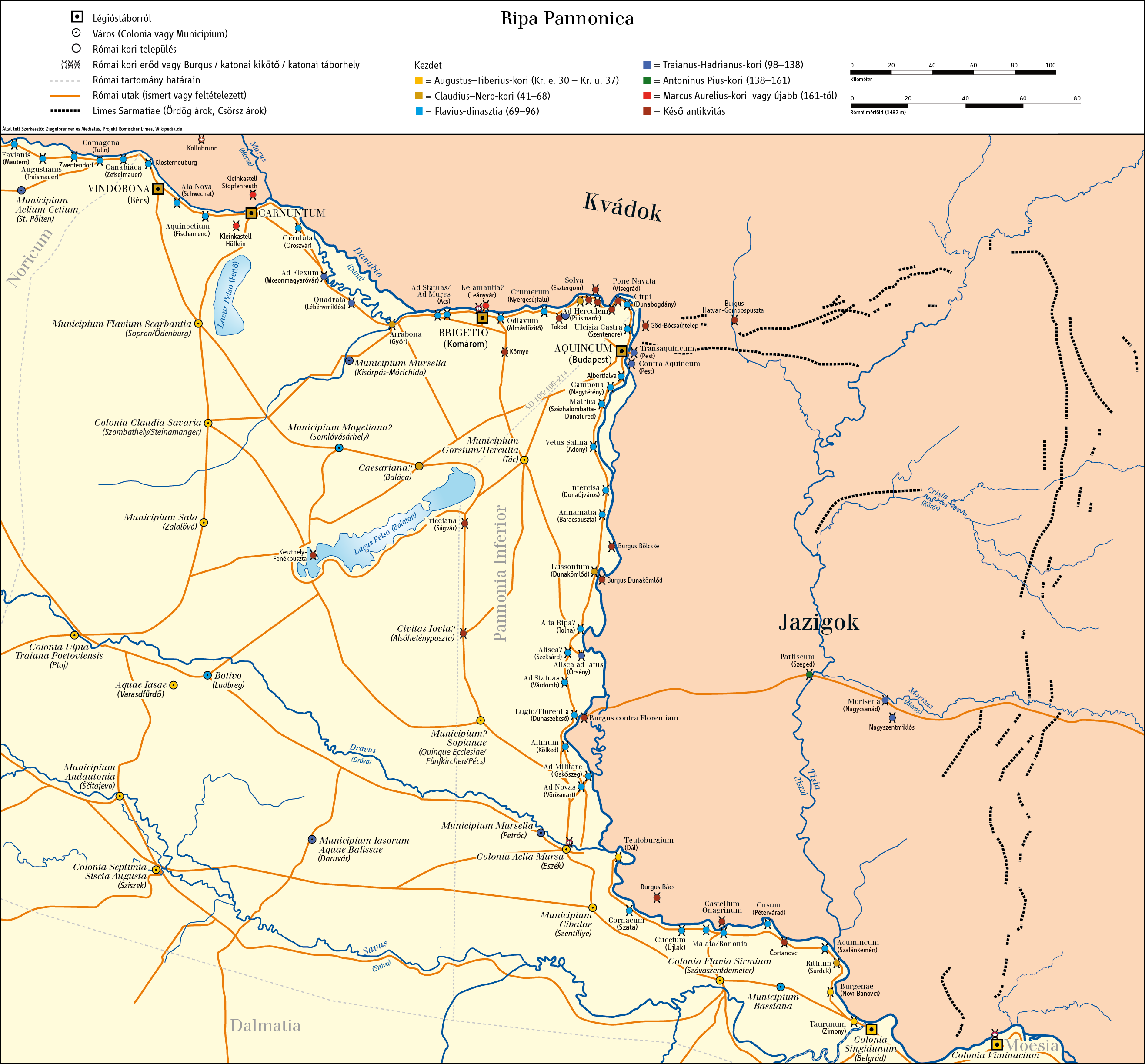
Pannonia legfontosabb városai és a pannoniai limes

Pannonia a Római Birodalom egyik provinciája volt.
Északról és keletről a Duna, nyugatról Noricum – kezdetben kelta királyság, majd római provincia – határolta, déli határa a Száva folyótól mintegy 30–50 kilométernyire délre húzódott. Nyugati határa a Borostyánkő út védelmi igénye miatt idővel nyugatabbra tolódott és így állandósult. Területe a mai Kelet-Ausztriát, Szlovákia Dévény-Pozsony környéki részét, Észak-Szlovéniát, valamint a Kárpát-medence délnyugati részét, azaz Magyarország nyugati felét (Dunántúl),  Észak-Horvátországot, Észak-Szerbia egy részét (Macsói körzet és a Vajdaság szerémségi körzete), valamint Bosznia-Hercegovina északi sávját foglalta magába.

## Története a kezdetektől a provincia feladásáig

### A rómaiak előtti lakosság

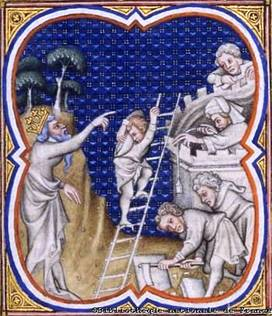
Szikambriát építteti Francion

A 727-ben ismeretlen szerző által írt Liber Historiae Francorum című legenda szerint Trója elestét követően (időszámításunk előtt 2300 körül) 12 000 Priam és Antenor által vezetett trójai Pannoniába költözött és ott Sicambria nevű várost épített.
A területre  az i. e. 4. századtól kelta hódítók érkeztek, korábbról konkrét népeket nem ismerünk, csak régészeti kultúrákat. A dákok az i. e. 50-es években Erdély felől előrenyomulva először a szkordiszkuszokat győzték le, majd i. e. 50 körül a Patissos (Tisza) folyó mellett lefolyt véres ütközetben a boiokat és tauriszkuszokat. Ettől kezdve a Dunántúl bizonyos területei dák befolyás alatt álltak, Burebista halála után (i. e. 44) királysága szétesett, a dák fennhatóság megszűnt.  Az illírek és pannonok a Szávától délre eső területeken éltek, tőle északra különböző kelta törzsek, akik megérték a római foglalást.
Az i. e. 1. századig a rómaiak nem nagyon foglalkoztak Pannoniával, „a pannonok földjével”. A római szerzők barbárnak, civilizálatlannak írják le a vidéket. Pannonia pontos földrajzi képét illetően is rengeteget tévedtek, a területet övező érdektelenség miatt. Például úgy képzelték, hogy a Duna egyik ága az Adriai-tengerbe, a másik a Fekete-tengerbe ömlik („bifurgatios”).
Csak az i. e. 1. századra kezdett Pannonia a rómaiak számára is fontossá válni, a térségbe irányuló fokozódó kereskedelmi tevékenységük következtében. Pannonia ugyanis szárazföldi hidat képzett a Balkán és Itália között, illetve itt húzódott az ókor egyik fontos kereskedelmi útvonala, a borostyánút.
Pannonia tartomány meghódítása több részletben történt, i. e. 35 és i. sz. 49 között. Először, i. e. 35-14 között csak a Balatontól nyugatra lévő területeket foglalták el római csapatok, stratégiai megfontolásból, mivel itt húzódott a borostyánút. Augustus uralkodása alatt, i. e. 14-9 között került sor a Dráva-Száva közén élő kelta-pannon törzsek (szkordiszkuszok, breukok, amantinok) leigázására északon a Dráva, keleten a Duna vonaláig.
A pannoniai törzseket, amelyeket az én principatusom előtt (ante me principem) a római nép hadserege sohasem közelített meg, Tiberius Nero révén, aki akkor mostohafiam és legatusom volt, legyőztem, a római nép hatalma alá vetettem, és Illyricum határait előbbre vittem egészen a Danuvius folyó partjáig. Az a dák sereg, amely az innenső partra átkelt, az én legfőbb vezérletem alatt teljes vereséget szenvedett, majd az én seregem kelt át a Danuvius túlsó partjára, és a dák törzseket a római nép fennhatóságának vállalására kényszerítette.
Az újonnan szerzett területekre Illyricum provincia részeként tekintettek a rómaiak. I. sz. 6-9 között zajlott le a pannon-dalmata lázadás, amelyet Augustus mostohafia, a későbbi  Tiberius császár vert le. Ezt követően, i. sz. 10-ben az eddig meghódított pannon-kelta területen Illyricum Inferior néven önálló provinciát alakítottak ki.
A területen jelentős római hadsereg állomásozott a germán törzsek újkeletű fenyegetése miatt, akik ekkoriban költöztek Maroboduus vezetésével a markomannok és kvádok Boihaemum-ba, a Duna-vidékre, a mai Nyugat-Szlovákia területére. A rómaiak első hadjáratukat i. sz. 9-ben indították ellenük. Ám Augustus germaniai ambícióit a teutoburgi vereség derékba törte, így a római légiók visszahúzódtak a pannon területre. 30 körül jelentek meg a szarmaták a Duna-Tisza közén, így szükségessé vált a keleti határrész megerősítése is. A Dunántúl keleti részét 46-49 között szerezték meg a rómaiak, Claudius uralma alatt. A megnövelt területű provincia nevét Illyricum Inferior helyett ekkor hivatalosan is Pannoniára változtatták.
Pannonia külső tartomány volt, ezért császári helytartó (legati augusti propraetor) irányítása alatt állt. Fővárosa Carnuntum (ma Bad Deutsch-Altenburg) volt.
Pannonia területén három légiónyi helyőrség állomásozott. Ez a tény, illetve az Itáliához való közelsége igen fontos szerepet rótt a provinciára. Először a 68-69-es polgárháború idején mutatkozott császárállító tényezőnek a provincia helyőrsége, ugyanis ők segítették hatalomra a Flavius-dinasztia első uralkodóját, Vespasianust.
Az 1. század végére konszolidálódott a római fennhatóság a területen. Domitianus császárságának idején fejeződött be a pannoniai védelmi vonal, a limes építése – válaszul a sorozatos germán betörésekre. A limes a tartomány északi és keleti határán, a Duna vonalában húzódott.
A provincia irányítói nem törekedtek gyors romanizációra. A katonai telepektől és hadi utaktól távolabb eső helyeken a rómaiak jelenléte a 2. századig alig volt észlelhető. Sokáig megmaradt a régi törzsi szervezet. A Duna vonalát őrző légiók és útbiztosító alakulatok állományát javarészt szintén a helybeli lakosság szolgáltatta.
Pannonia területén több fontos kereskedelmi és hadi út húzódott, ezek közül a legismertebb a Földközi-tenger medencéjét a Balti-tengerrel összekötő borostyánút.

### A kettéosztott Pannonia – első virágkor

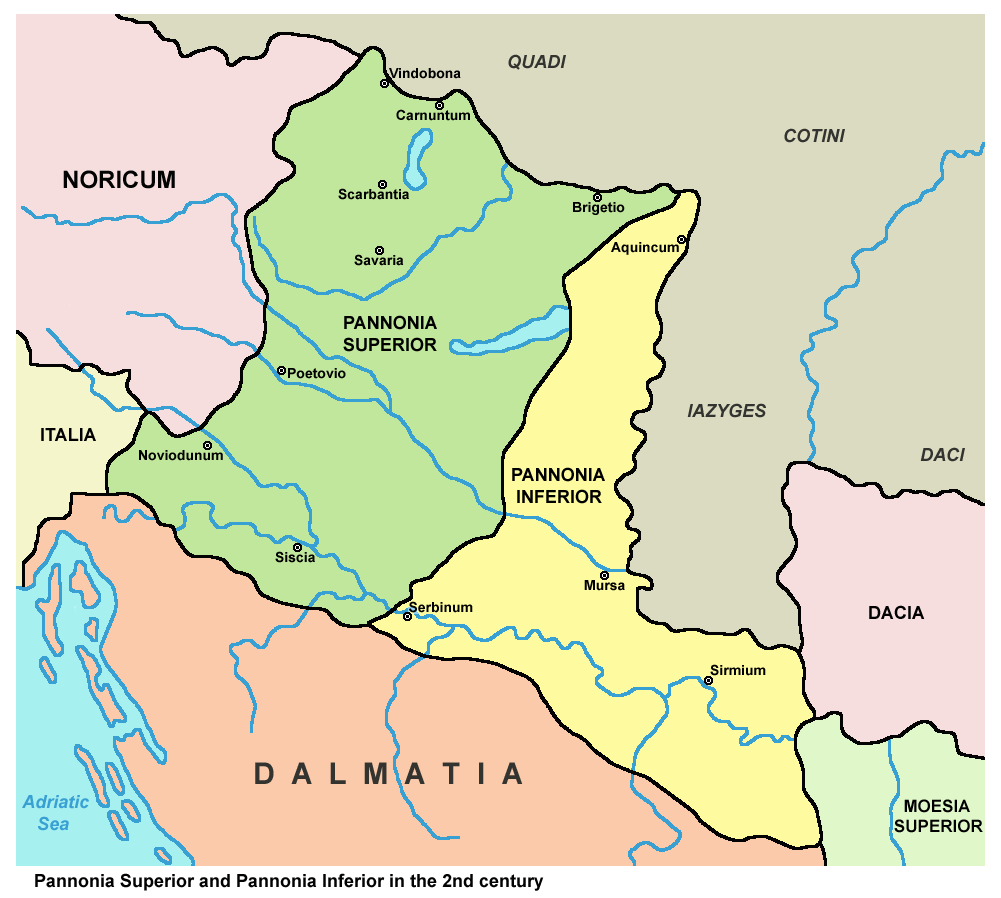
Traianus határmódosítása Kr. u. 106-ban

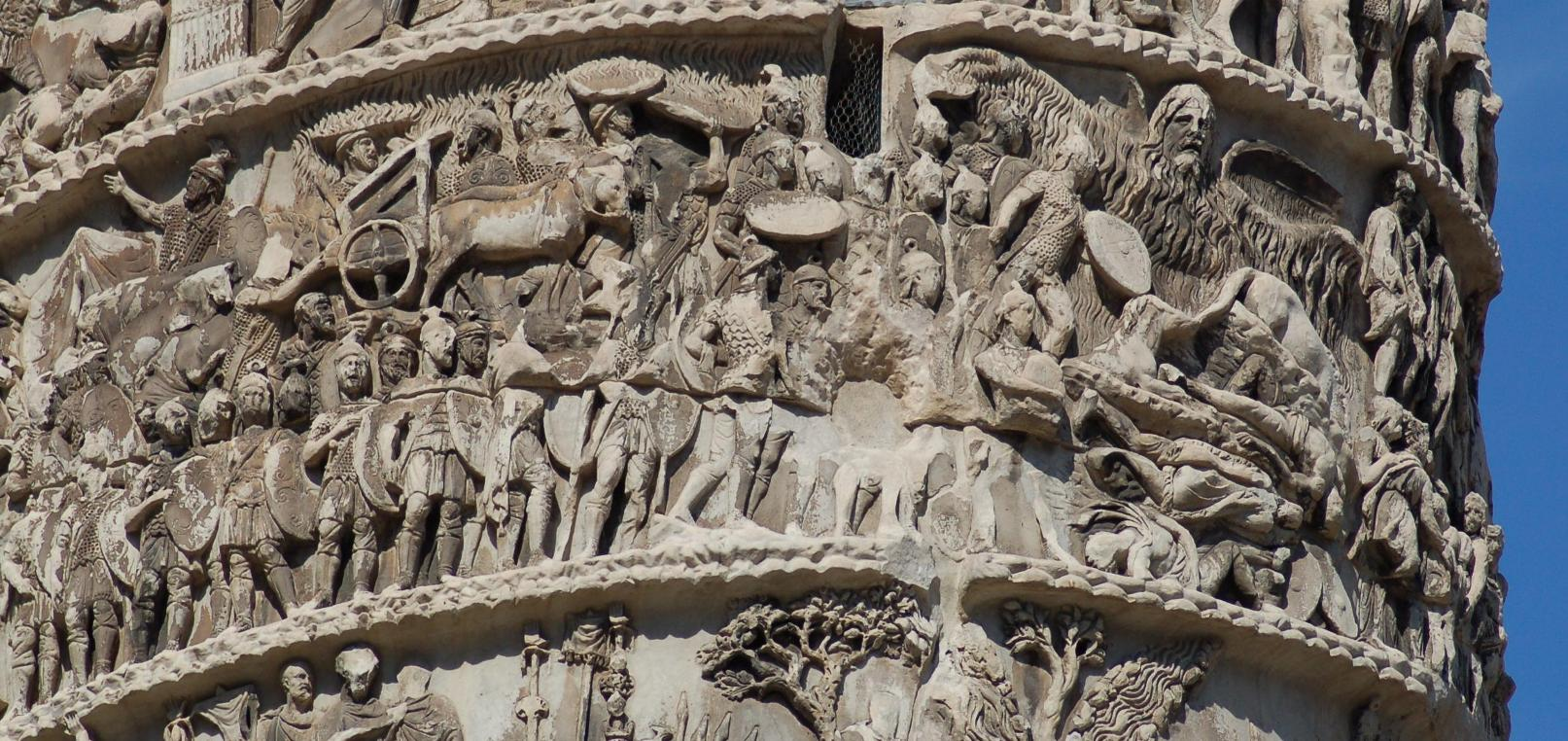
A markomannok elleni pannoniai háború ábrázolása a római Marcus Aurelius-oszlopon.

Traianus császár idején, 106-ban a tartományt kétfelé osztották. Pannonia Inferior (Alsó-Pannónia) székhelye Aquincum lett, míg Pannonia Superior (Felső-Pannónia) székhelye Carnuntum maradt. A két terület határvonala Nagy Károly korában a Rába (Narrabo) folyó volt.
Traianus császár innen vezette a daciai hadjáratot is Decebal ellen, jelentős sikerrel. Dacia meghódítása után (107) szarmaták betelepültek a jazigok mellé a Duna-Tisza közére. A 2. század folyamán a szarmaták betörtek a provincia területére is, ám Hadrianus sikeresen visszaverte a támadásukat.
Hadrianus és Antoninus Pius császárok uralma alatt, a 2. század első felében élte Pannonia (Inferior és Superior) az első virágkorát. Gazdasági, demográfiai és infrastrukturális fejlődés jellemzi a korszakot. A katonaság fokozott jelenléte elősegítette a romanizálódás folyamatát, elterjedt a római államvallás, a római császárkultusz, a latin nyelv és írás, a latin szokások. Több villa, municipium és colonia létesült a korszakban.
A terület a birodalom védőbástyájának szerepét látta el, különösebb gazdasági és kulturális jelentősége nem volt. A két provincia lakosságának nagy része katonáskodással foglalkozott.
Volt időszak, amikor 4 légió is állomásozott a területen.

### A germán-szarmata támadások kora
A 2. század második felétől az északi határon megtelepedett germán törzsek és a kelet felől fenyegető szarmaták egyre nagyobb fenyegetést jelentettek a pannoniai területre és a Római Birodalomra nézve. A birodalom keleti határán is nőtt a pártus fenyegetés, és 161-ben háború robbant ki: a Pártus Birodalom elfoglalta Armeniát és Syriát – kereskedelmi jelentőségük miatt. Marcus Aureliusnak 166-ra sikerült legyőznie a pártusokat, ám ehhez több tartományból, így például Pannoniából is ki kellett vonnia több cohorsot.
A pillanatnyilag védtelenné váló pannoniai területeket 166-ban elözönlötték a germán törzsek. A germánok betörésének az is oka volt, hogy az északi germán törzsterületeken a vandálok, gótok, burgundok („szabad germánok”) mozgolódásai délebbre hajtották a többi germán törzset, így a markomannok, kvádok, hermundurok, naristák bebocsátást kértek a provinciákba, ám ezt megtagadták tőlük. A megtagadás után e germán törzsek átkeltek a Dunán és erőszakos földfoglalásokba kezdtek, illetve elfoglalták Brigetio légiótáborát, felgyújtották Aquincumot és feldúlták a Duna-vidék településeit. Elözönlötték a két Pannoniát, az Alpok vidékét és 171-ben már Aquileiát fenyegették.
A római ellentámadás 172-ben indult, Marcus Aurelius császár személyesen vezette a hadjáratot. A markomannokhoz és kvádokhoz időközben csatlakoztak a longobárdok és vandálok is, illetve a szarmaták elözönlötték Dacia területét. 174-75-re sikerült visszaszorítani a germánokat a Duna túlsó partjára, illetve sikerült kiverni a szarmatákat Daciából, 180-ra pedig sikerült teljes vereséget mérni a barbárokra, ám a háborút már Commodus (180-193), Marcus Aurelius fia fejezte be.
A rómaiak komoly békefeltételeket szabtak: a legyőzött törzsek kötelesek voltak kiüríteni a Duna bal parti sávját, itt római erődök épültek. A hadifoglyokból colonusok lettek, s feltöltötték velük a markomann háborúkban és a 167-69-es pestisjárványban megcsappant pannoniai lakosságot. A háború komoly pusztítást végzett a tartományokban, ám azok a háború után fokozatosan újjáéledtek. Commodus majdnem másfél évtizedes uralma alatt javítómunkálatok, kisebb építkezések, katonai építkezések történtek, s – hála a betelepített hadifoglyoknak – demográfiai növekedés is történt.

### Második virágkor

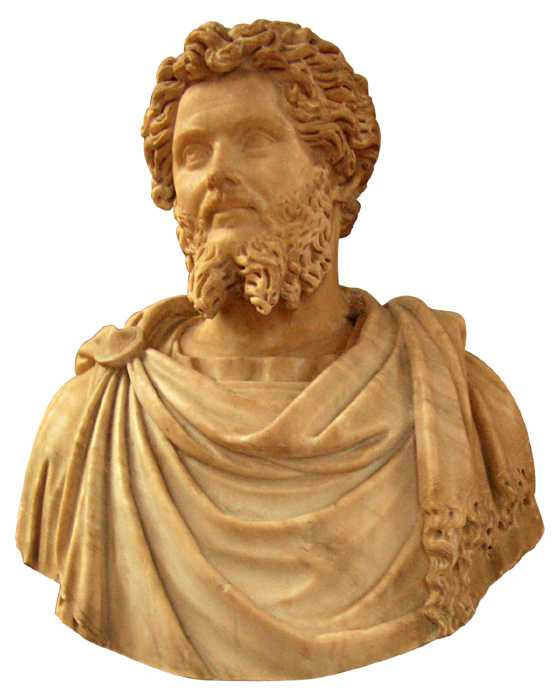
Septimius Severus a pannoniai légióknak köszönhette uralmát

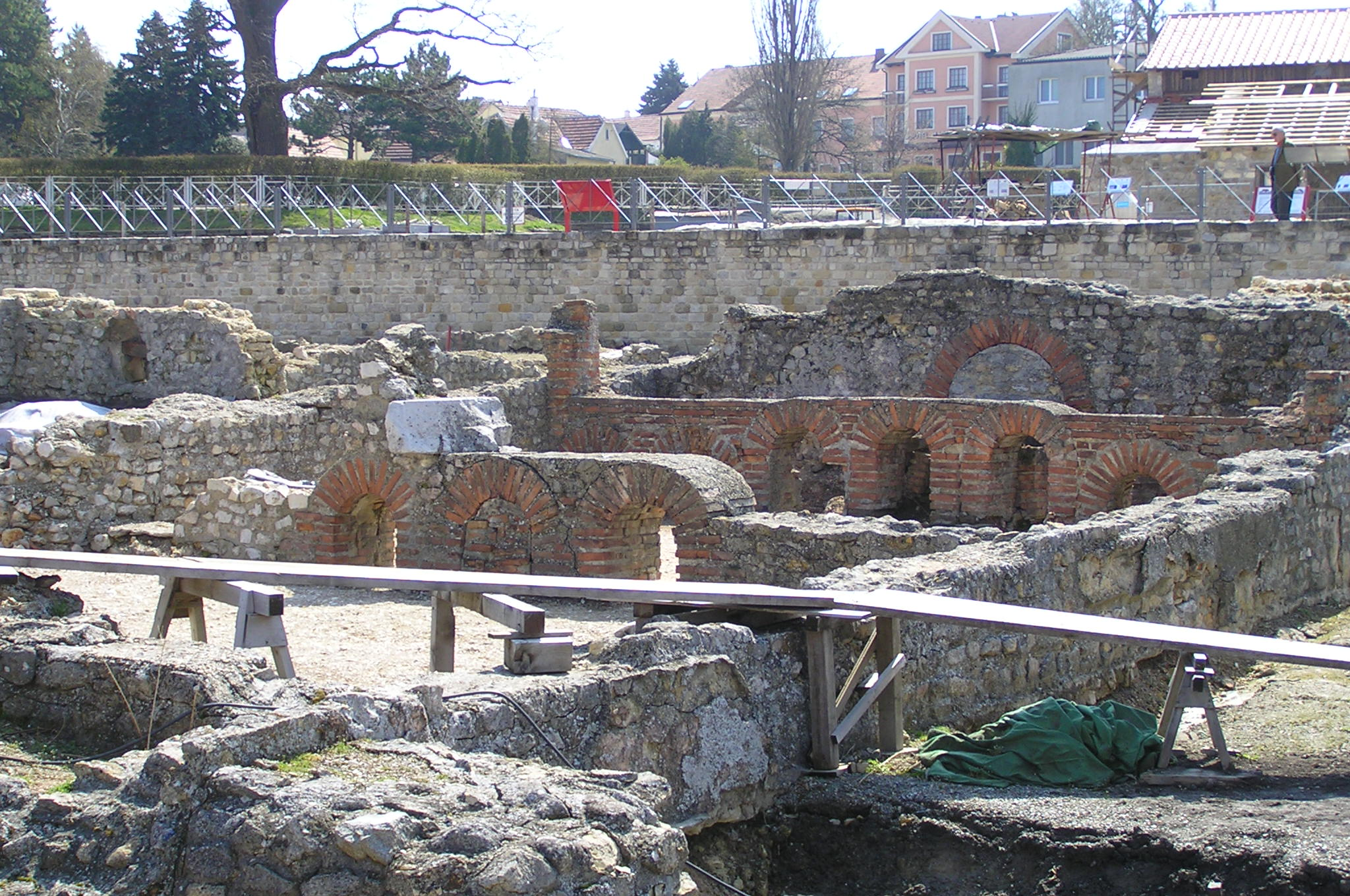
Carnuntum romjai (ma Petronell, Ausztria)

Commodus meggyilkolása (192. december 31.) után a markomann háborúk egyik idős hőse, a pannoniai Helvetius Pertinax lett a császár, ám három hónappal később őt is meggyilkolták. Pertinax halála után négy császárt választottak: a praetorianusok Didius Iulianust, a pannoniai légiók Septimius Severust, a britanniaiak Clodius Albinust, a syriai légiók pedig Pescennius Nigert. Severus, aki legközelebb tartózkodott Rómához, Pertinax bosszúállójaként elsőként vonult be csapataival a fővárosba, s leszámolt a császár gyilkosaival, köztük Didius Iulianusszal is. Severus ezután megegyezett Clodius Albinusszal, s minden erejével Pescennius Niger ellen fordult, akit 195-ben Issosnál sikeresen legyőzött. 197-ben Lugdunumnál vereséget mért a másik usurpatorra, Albinusra is, így vetélytárs nélkül maradva Septimius Severus lett a Római Birodalom új császára (193-211).
A Severus-kor alatt Pannonia és a pannoniai légiók kiemelt figyelemben részesültek, mivel ők segítették hatalomra Septimius Severust. Komoly építkezések kezdődtek a provincia területén, több település municipiumi rangot kapott és Aquincum colonia lett. Ekkoriban jelentős gazdasági prosperitás tapasztalható, keleti kereskedők (szír, zsidó) betelepüléséről is tudunk. Ez volt Pannonia második virágkora. Caracalla idején határmódosítás történt: 216-ban Brigetiót és területét (a légiótáborral együtt) Pannonia Inferiorhoz csatolták, így mindkét pannoniai tartományban két légió állomásozott. Caracalla idején kisebb határvillongások is zajlottak a trák getae törzsekkel. 235-ben meggyilkolták Severus Alexandert, s ezzel kihalt a Severus-dinasztia.

### Katonacsászárok kora
Mivel a lakosság militarizálódott, a pannoniaiak különösen nagy súlyt képviseltek a 235-284 közötti véres fél évszázad, a katonacsászárok korának trónviszályaiban. Az itteni légiók Septimius Severus után is többször emeltek trónra vagy buktattak meg császárokat. Ez a korszak volt a birodalom történetének egyik legmélyebb pontja: belpolitikai és gazdasági válság volt, illetve barbár betörések gyengítették a határokat – többek között a pannoniai határokat is. A 3. század második felére tehető a gótok keleti-nyugati terjeszkedése is, melynek során megszállták Daciát, és így azt a rómaiaknak fel kellett adniuk 271-ben, ezzel megszüntetve Pannonia keleti ütközőzónáját.

### A dominatus kora

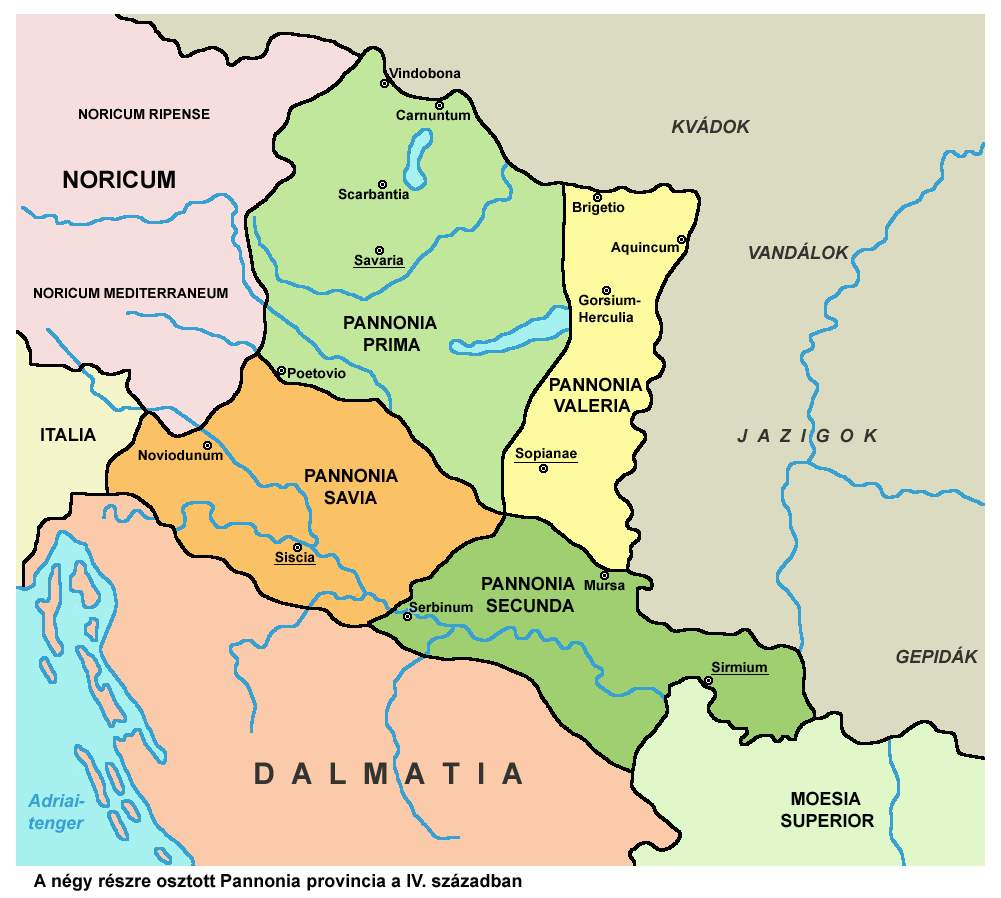
A négy részre osztott Pannonia

284-ben Diocletianus császár került hatalomra, és kiépítette a dominatus rendszerét, amely jelentős változásokat hozott a birodalom életében. Társcsászárokat (tetrarcha) nevezett ki, ármaximalizáló rendeletet adott ki, újraszervezte a hadsereget, a közigazgatást és a limest. A hadsereg „mobillá” vált, főként lovas csapatokból állt, a légiókat felváltották a comitaték, a legionariusokat a comitatensesek. A provinciák száma a dominatus korában megnégyszereződött: egy-egy provinciát többfelé osztottak, kisebb közigazgatási egységekre. A két Pannoniát Diocletianus 296-ban négy részre osztotta:
Pannonia Superiort Pannonia Primára (északnyugat, Savaria központtal) és Pannonia Saviára (délnyugat, Siscia központtal), míg Pannonia Inferiort Pannonia Secundára (délkelet, Sirmium központtal) és Pannonia Valeriára (északkelet, Sopianae központtal). A birodalom egyik tetrarchájának székhelye is Sirmium városa lett. Diocletianus ezenkívül kivonta a mai Szlovénia területét Pannonia provinciából, és azt Noricumhoz csatolta.
Diocletianus reformjai, valamint az egyre erősödő barbár betörések miatt csökkent a pannoniai légiók politikai súlya. A 4. század második felétől egyre erősödtek a barbár betörések, és 365-ben nagy erejű kvád-szarmata támadás indult a pannoniai térség ellen. Valentinianus (364-375) megerősítette a határvédelmet, még az ellenséges területekre is építtetett erődöket. Ez az úgynevezett nagy szarmata sáncrendszer, mely egy palánk-sáncrendszer volt és a Dunakanyartól a Bánátig húzódott.

### A provincia pusztulása

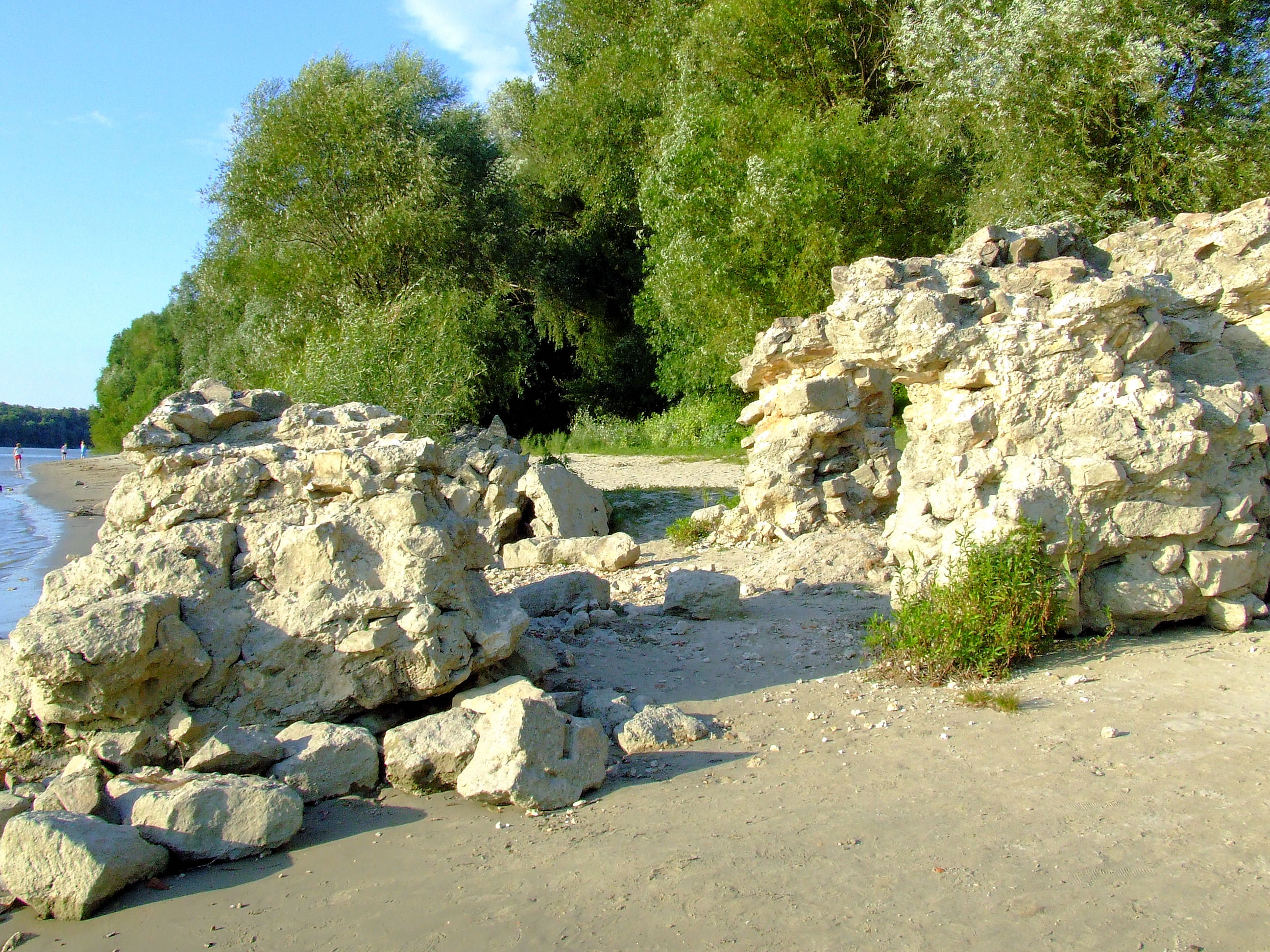
A 370-es évek első felében épült Contra Florentiam kikötőerőd maradványai Dunafalván.

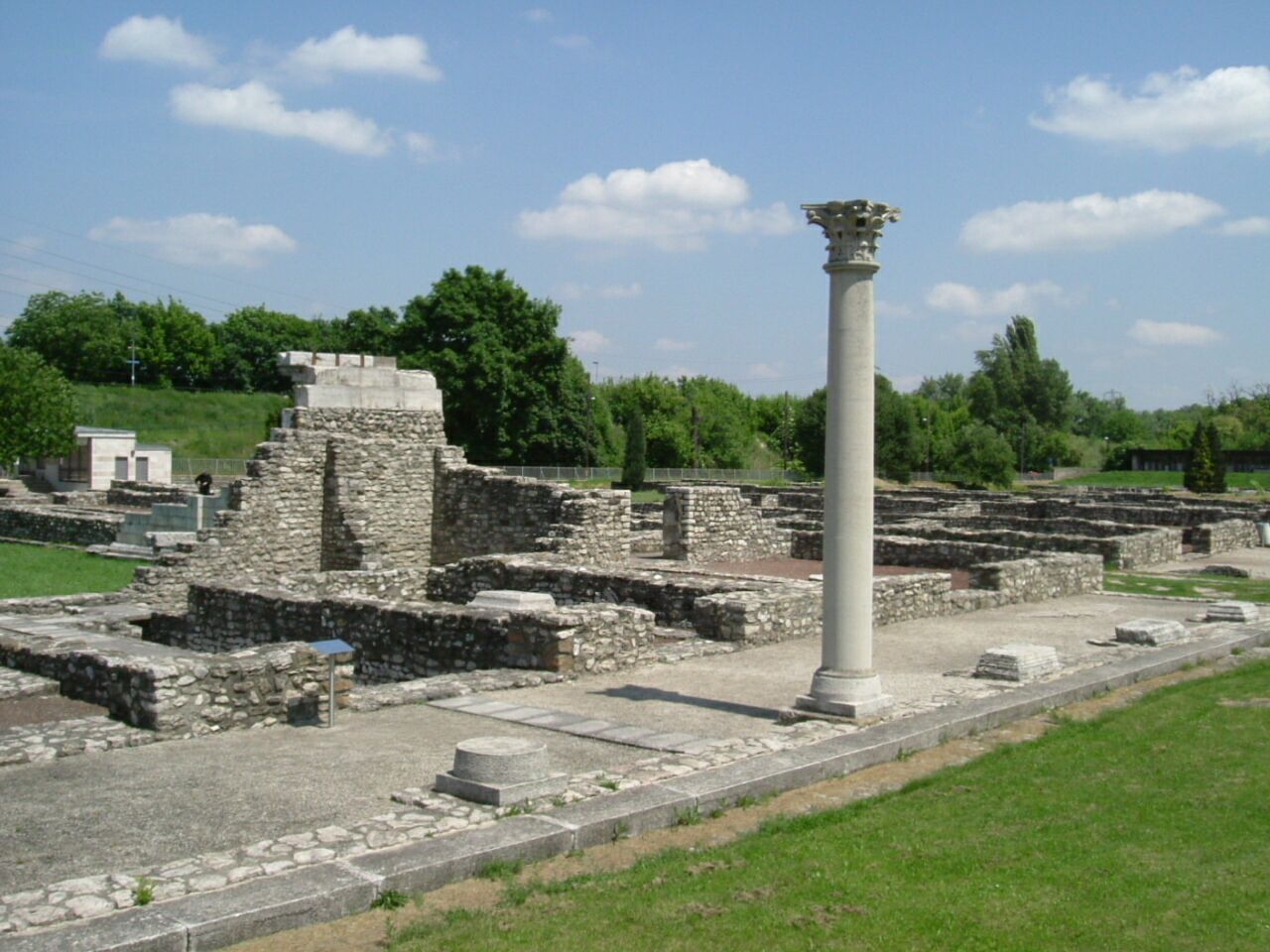
Aquincum romterülete, Budapest

370 körül a hunok átlépték a Volgát, leigázták az alánokat illetve az osztrogótokat, ami a 4. század végén beindította a germán törzsek népvándorlását nyugat felé. 376-ban a hun előrenyomulás következtében az osztrogótok Alatheus és Saphrax vezetésével az Al-Duna vidékére szorultak, majd a vizigótokkal szövetkezve végigdúlták Moesiát és a Balkánt, illetve vereséget mértek Hadrianopolisnál a római reguláris hadseregre (378). A gótokat csak Nagy Theodosius császárnak sikerült kiűznie a Balkánról, hosszú küzdelmek árán.
Theodosius uralma alatt Pannoniában viszonylagos békés időszak volt. 395-ben Theodosius halála után a Római Birodalom végérvényesen kettévált (a két birodalomrészt Theodosius két fia örökölte: Arcadius a keletit és Honorius a nyugatit). A megosztottságot kihasználva a gótok ismét hadjáratot indítottak Alarik vezetésével, amelyhez csatlakoztak a pannoniai területekre a 370-es években betelepült hun-gót-alán barbárok is. Alaric hadjárata során elfoglalta Pannonia Saviát, és a pannoniai térség az 5. század elejére ismét háborús övezetté vált. A romanizált lakosság jelentős része elmenekült.
409-ben a rómaiak Pannonia Valeriát átadták az időközben Attila vezetésével egyre előretörő hunoknak. Pannonia I, Pannonia II és Pannonia Savia formálisan még egy ideig a Nyugatrómai Birodalomhoz tartozott, ám végül 433-ban Pannonia is a hunok kezére került. A korábbi pannoniai provinciák teljesen elvesztek, és az 5. század végére a terület teljesen elveszítette római jellegét.

### Pannonia római kori történelmének időrendi áttekintése[4]
- I. e. 12 – Pannonia területének meghódítása
- I. sz. 41-54 – Claudius uralkodása; Pannonia tartománnyá szervezése
- 85-89 – Domitianus háborúi a szarmaták és a dákok ellen
- 106 – Pannonia kettéosztása (Pannonia inferior és Pannonia superior)
- 166-180 – a markomann-kvád-szarmata háborúk
- 194 – Aquincum és Carnuntum colonia rangra emelése
- 202 – Septimius Severus látogatása Pannoniában
- 260 – szarmata-kvád betörés
- 271/273 – Dacia feladása
- 299/303 – Pannonia négy részre osztása
- 374 – szarmata-kvád betörések
- 380 – utolsó császári rendelet Sirmiumban
- 430 k. – Pannonia feladása

## A római hadsereg Pannoniában

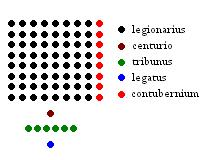
Egy átlagos centuria felépítése

A birodalmi jelleg miatt a Római Birodalom és a római hadsereg szétválaszthatatlan egymástól. A hadsereg 90%-a a császári kézben lévő határprovinciákban helyezkedett el, a belső, senatusi provinciákban csupán helyben toborzott helyőrség, esetleg a flotta állomásozott. A római hadsereg egységes kiképzése, egységes felszerelése, egységes hadrendje és felépítése miatt professzionális hadsereg volt. A hadvezérhez kötődő, egységes fegyverzetű, modern hadsereg Augustus idejére fejlődik ki teljesen. A római hadsereg alapegysége a legio volt.
Egy legio kb. 4-5 ezer főt számlált 
A legio élén a legatus állt. Kiképzési és hadászati alapegységet a  (10 contiburniumból, vagyis 10x8 legionarius-ból álló) centuria jelentett,  melyet a centurio vezetett. A centuriók feladata volt a fegyelem fenntartása és az egységek gyakorlatoztatása. A centuriók a legatusok szárnysegédjeitől, a tribunusoktól kapták a parancsokat. Minden legióhoz tartozott 120 lovas egység is. Egy időben általában 30 legio volt fegyverben. A legiók mellett segédcsapatok, auxiliumok is harcoltak, ezek általában helyben toborzott parittyás, íjász, dárdás, könnyűgyalogos egységek voltak, és nagyjából 500 főt számláltak.
A Római Birodalom határait történelme során egyfolytában barbár betörések fenyegették. A birodalom határait igyekeztek természetes határokig (például Duna, Rajna, Szahara) kitolni, ám ahol ez nem volt lehetséges, mint például Britanniában, ott határmenti védvonalat, limest kellett kiépíteni. A limes egy út (véd-)szakasz, erőd-, fal-, őrtorony- és táborrendszer, mely fából, kőből épült. Ez utóbbiból inkább a 2.-3. században, amikor a birodalom defenzív hadi politikára váltott, s véglegesíteni kívánták a határokat. A 3.-4. századi barbár betörések viszont azt bizonyították, hogy a lineáris határvédelem már nem kielégítő, így belső erődítésekre volt szükség.
A hadsereg megjelenése párhuzamos volt a terület meghódításával, tehát Pannoniában az i. e. 1. évszázad utolsó harmadára tehető. Pannonia militarizálása a Borostyánkő út mentén valósult meg. Kezdetben – amint a katonai feladatok a helyi hatalom megszilárdításról a területvédelemre módosultak –  Emonától Salla, majd Savaria közvetítésével a limeshez, illetve Petuvimból Aquincum irányában haladt. A hadsereg régészeti emlékei közé tartoznak a katonai diplomák, kőfeliratok (tituli), bélyeges téglák (katonai építkezéseknél) illetve a militariák (a hadsereg egyéb tárgyi emlékei) és az armák (a hadsereg fegyverei). A katonai diplomákat akkor kapták meg a katonák, amikor leszereltek (a legiósok 20, az auxiliárisok 25 év múltán) és családjukkal együtt latin jogot nyertek ezáltal. A katonai diplomák két rézlapból állnak, melyen latin nyelvű, formára írott szövegek vannak. A diploma szövegéből bizonyos adatok alapján (például consulok neve, a kibocsátó császár, de konkrét dátum is előfordul) meghatározható a kibocsátás ideje. A katonai diplomák – lévén leszereléskor kapták – zöme civil kontextusból kerül elő. A kőfeliratok többnyire csak igen töredékesen maradtak fenn, de mivel ezek is formaszövegeket tartalmaztak, így a hiányzó részek rekonstruálhatóak.
Fontos régészeti források az erődök, táborok maguk is. Pannonia magyarországi területén két legiótábor (Aquincum és Brigetio) és több auxiliaris tábor maradványa található. Ez utóbbiak nagy része még feltáratlan. Kora római auxiliáris tábor például a matricai, az ulcisia castrai és a quadratai auxiliaris erőd. A katonai jellegű épületek között nincs teljesen feltárt létesítmény (legjobban feltárt ilyen jellegű létesítmény az intercisai auxiliáris erőd), a hiányokat hipotetikus kiegészítésekkel pótolják, ám a légirégészet módszereivel egyre teljesebb képet kapunk a pannoniai limesről, a római határvédelemről Pannoniában. Az 1.-2. századi római erődök a folyami határ, a ripa mentén épültek, lineáris védelmi vonalat alkotva a provincia és egyben a birodalom határán. Az erődítések kezdetben palánkból, fából épültek, ám a második század közepére-végére befejeződött kőbe építésük, ezzel mintegy jelezve a birodalom végső, kijelölt határát. A táborok, erődök felépítése általában a következő volt: a tábor középpontja a gramma, a bal oldali kapu a porta principalis dextra, a jobb oldali a porta principalis sinistra. A két kaput a via principalis kötötte össze. A porta praetoria felső kapu volt, ehhez vezetett a via praetoria, s végül az alsó kapu volt a porta decumana, melyhez a via decumana vezetett. Az erőd falán kapu-, oldal- illetve saroktornyok voltak, a falakon kívül sáncárok húzodott, melyet fossának neveztek. A limest nem csupán erődök és sáncok, hanem – ha a terep lehetővé tette – őrtornyok (burgusok) is alkották, melyek felépítésük alapján más-más korokhoz kötődnek. Az őrtornyok nagymértékben elpusztultak az idők során, így feltárásuk igen nehézkes, különösen, ha fából épültek. Az őrtornyok elterjedése az I. sz. végére tehető a provinciában. A kora római burgusok általában fából épültek, árok vette őket körül és négyzet alakúak voltak, s minden esetben a határ mentén, stratégiailag fontos pontokon álltak. Pannonia egyik legfigyelemreméltóbb burgusemléke a nógrádverőcei őrtorony. Az ún. kiserődök átmenetet képeznek az őrtorny és az erőd között, ezek általában valamilyen stratégiailag fontos ponton álltak (például utak mentén).
Diocletianus reformjai után a hadsereg felépítése gyökeresen megváltozott. A hadseregek „mobillá” váltak, s immár nem a külső provinciákban állomásoztak, hanem a császárt követték. A nevük is megváltozott, nem legiók, hanem comitaték alkották a sereget, katonáik a comitatensesek voltak. A hadsereg főként lovasokból állt, de még mindig jelentős volt a gyalogság is, és az auxiliáris csapatok is megmaradtak. A lovasok sorozott katonák vagy szövetséges barbár (foederati) zsoldosok voltak. A határvédelmet a limitatensesek látták el, ám ha kellett, a comitatensesek azonnal oda tudtak vonulni, ahol szükség volt rájuk. Később a limitaték beleolvadtak a comitatékba (zsoldproblémák miatt). Az elit lovas egységek neve catafratarii volt, melyet a szarmata lovas egységekről másoltak. Ezen lovasok fegyvere egy közel 4 méteres lándzsa volt, a ló egész testét lánc- vagy lemezvért borította, csakúgy, mint a lovast.
A késő római korban az erődépítés módja is változik, új erődtípusok jelennek meg, megváltozik a táborok alaprajza. Új, ámde kisebb erődök épülnek, csekélyebb védelmi képességgel (például Visegrád-Gizellatelep). Ezeknek fő szerepe inkább a megfigyelés, nem pedig a védelem, tehát inkább erődített megfigyelőállásokról beszélhetünk, semmint erődökről. Mivel a lineáris határvédelem nem bizonyult kielégítőnek a barbár betörésekkel szemben, ezért a 3. század közepétől megkezdődnek a belső erődítések kiépítései. Ezek a létesítmények már nem a limes mentén, hanem a provinciák belsejében épülnek (ezek az ún. késő római erődített telepek). A határon túli „ütközővonalakon” is létesülnek római védművek, ilyenre példa a nagy szarmata sánc (limes sarmatae), mely Valentinianus (364-375) idején épülhetett. Ilyen védmű kiépítésére csak úgy lehetett lehetőség, ha a barbárok (jelen esetben a szarmaták) közreműködtek. A sáncrendszert nem sikerült befejezni, alkalmasint a barbárok támadásai miatt.

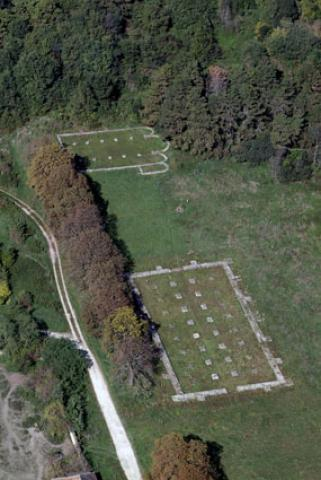
A valcumi belső erőd háromhajós bazilikája és horreuma (magtára)

A késő római korban tehát a belső erődök a jellemzőek. Ilyenek voltak Környe, Tác, Ságvár, Alsóhetény, Keszthely-Fenékpuszta erődjei. A belső erődök feltárásával többek közt Soproni Sándor és Tóth Endre foglalkoztak. Az ilyen létesítményeket kezdetben a tudósok erődített városoknak vélték, ám a feltárások előrehaladtával ez a feltevés megcáfolódott. A belső erődök igen nagy területűek, falhosszúságuk több száz méter is lehet, általában 250-300 méter, a falak vastagsága 2-2,5 méter, a saroktornyoké 2,5-3 méter. A tornyok alaprajza a késő római korban kerek. Az erődök nagy része feltáratlan és nincs száz százalékig feltárt erőd, a hiányzó részeket itt is hipotetikus kiegészítésekkel pótolják a tudósok. A késő római belső erődök építésének általában két fázisa van: az első, korábbi (4. század eleje, Constantinus uralkodása idejétől) fázisban U alakú tornyok, legyező alakú saroktornyok a jellemzőek, míg a későbbi (374k.-től) fázisban kerek alaprajzú tornyok épültek, s a falak vastagsága is nagyobb itt. Az erődök belterülete részleges beépítés alatt lehetett, ám hangsúlyozandó, hogy nincs teljesen feltárt védmű. Voltak olyan egységes épületek, melyek szinte kivétel nélkül megtalálhatóak minden belső erődben. Ilyenek például a magtár (horreum) és a villaszerű főépület. A létesítmények területéről archeozoológiai és növényi leletek is előkerültek, így feltételezhető, hogy a belső erődítések nem pusztán katonai, hanem valamilyen civil jellegű célt is szolgálhattak. Ez utóbbi feltételezés mellett szól az is, hogy az erődök kivétel nélkül valamilyen vízforrás közelében épültek, illetve az is, hogy a belső erődök egy részét szándékosan, rejtőzködés céljából mélyebben fekvő területre építették. Az erődök nagy része Pannonia Prima és Valeria határán található. A belső erődítések egységes konstrukciójuk miatt egységes emlékcsoportot alkotnak. Az ilyen létesítmények rendeltetése elsősorban defenzív lehetett, ám a civil épületek jelenléte kérdések sokaságát veti fel, s az egyértelmű döntés, hogy civil vagy katonai létesítmények voltak-e egyértelműen, még várat magára: erre választ csak a további feltárások adhatnak.

## Vallási emlékek Pannoniából

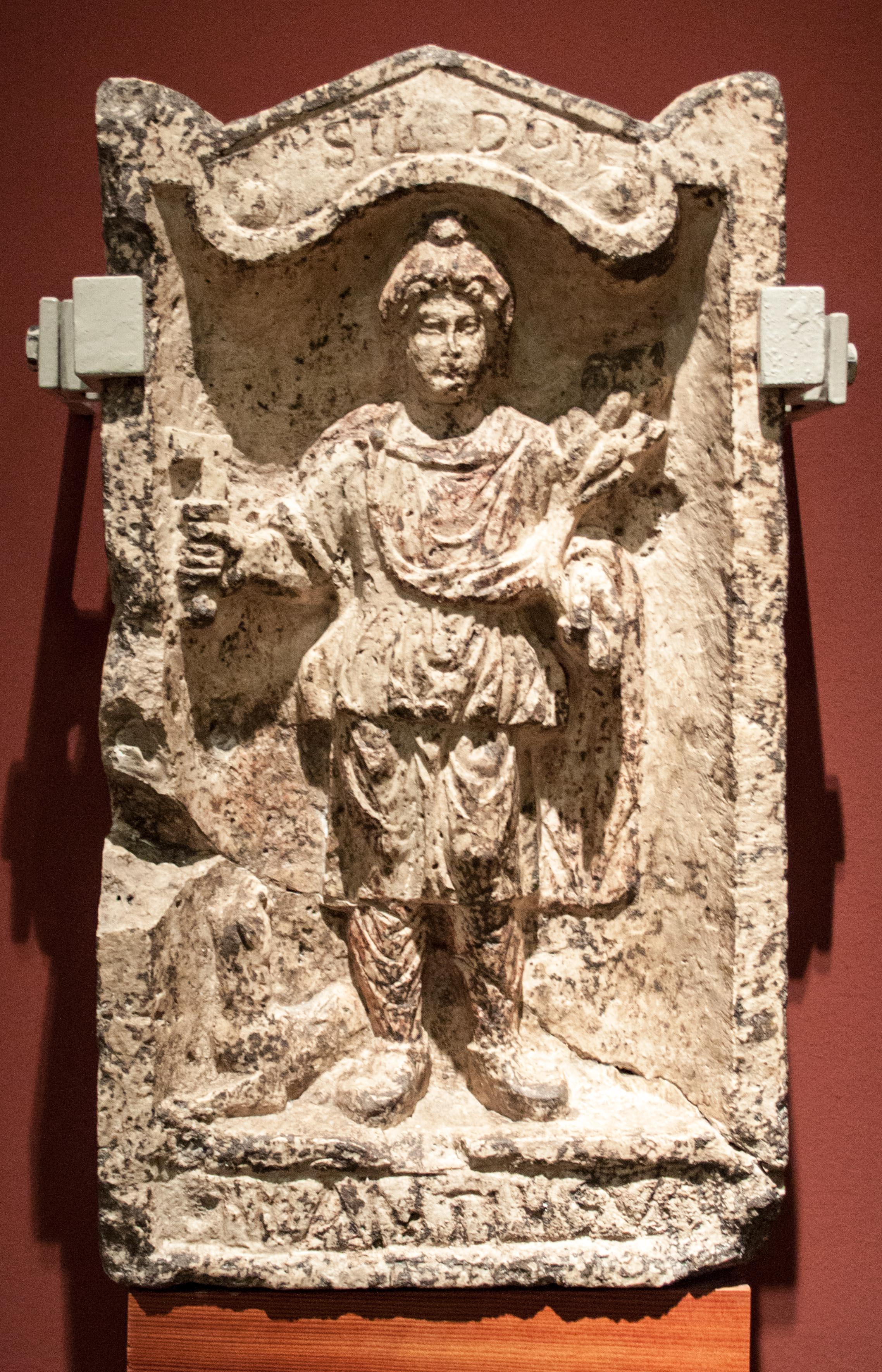
Fogadalmi ajándék Silvanusnak, az istenség domborművével Óbudáról

A rómaiak nemcsak a görögök vallását vették át szívesen. Pannoniában híresek a Közel-Keletről származó Mithrász és az egyiptomi Ízisz istennő tiszteletének emlékei, például a Savaria (azaz a mai Szombathely) városában épült Ízisz-templom. Szintén jelentős volt a pannoniai Jupiter Dolichenus-kultusz, amelynek tárgyi emlékeivel és művelődéstörténeti hátterével Láng Nándor régész-művészettörténész foglalkozott.

### Ismertebb korabeli szakrális helyei
- Hunka-domb
- Holdvilág-árok a Visegrádi-hegységben
- A savariai Ízisz-szentély
- A fertőrákosi Mithrász-szentély

## Helytartói
- Caius Calvisius Sabinus (kb. i. sz. 39)[7]
- Sextus Palpellius Hister (kb. 50)[8]
- Lucius Tampius Flavianus (69)
- Marcus Annius Afrinus (69-73)
- Gaius Calpetanus Rantius Quirinalis Valerius Festus (73-77)
- Titus Atilius Rufus (79-82)
- Lucius Funisulanus Vettonianus (82-86)
- Lucius Neratius Priscus (91-94)
- Cnaeus Pinarius Aemilius Cicatricula Pompeius Longinus (96-99)
- Lucius Iulius Ursus Servianus (99-101)
- Quintus Glitius Atilius Agricola (100-103)
- Lucius Neratius Priscus (102-105)
- ? Publius Metilius Nepos (105/106)

Ezt követően a provinciát két részre (Pannonia inferior és Pannonia superior) osztották)

## Fontosabb települései
- Ad Flexum (Mosonmagyaróvár)
- Ad Mures (Ács)
- Ad Novas (Vörösmart)
- Ad Statuas (Ács-Vaspuszta)
- Ad Statuas (Várdomb)
- Alisca (Szekszárd)
- Alta Ripa (Tolna)

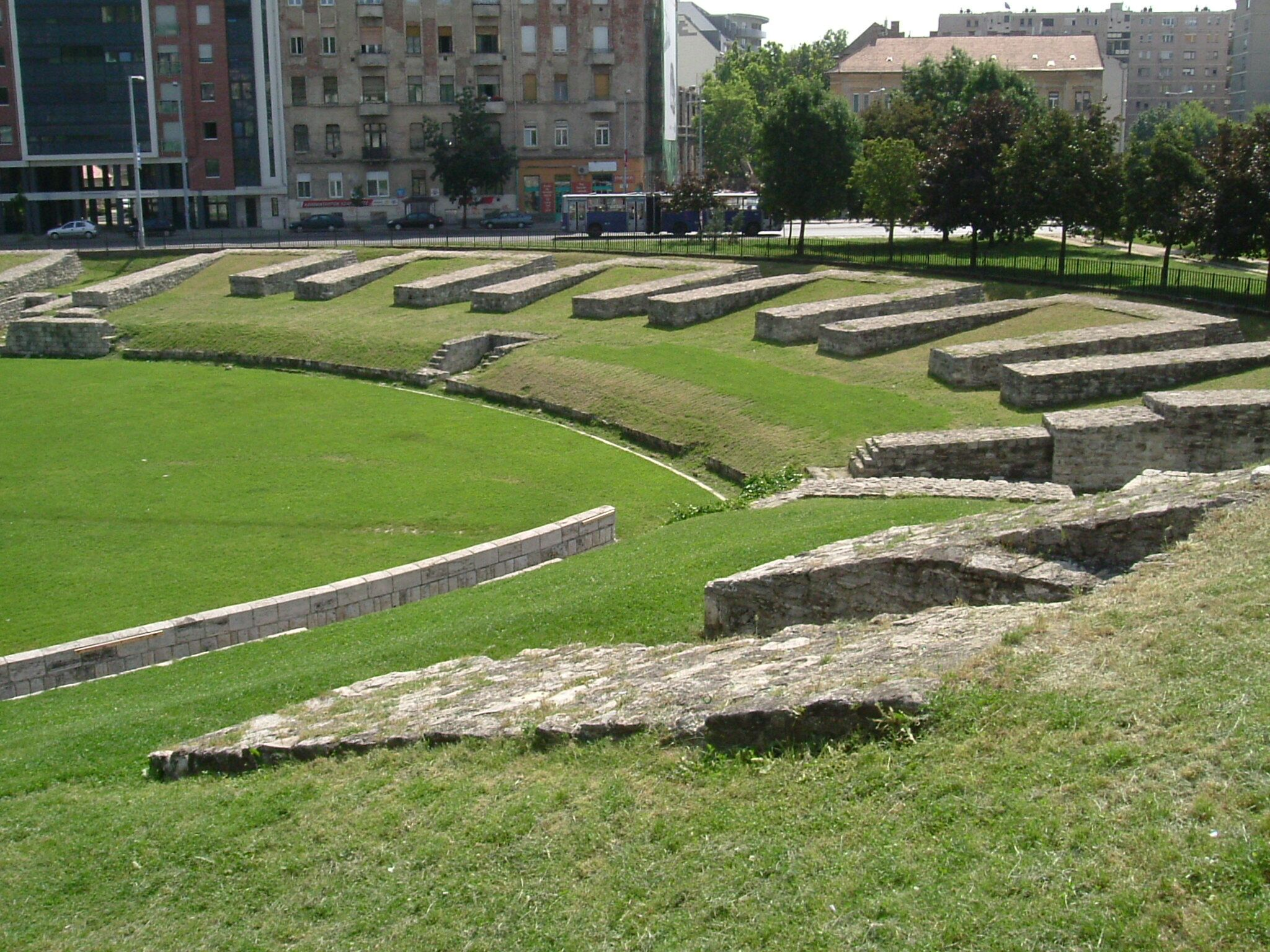
Aquincum katonai amfiteátruma (Budapest, Nagyszombat utca)

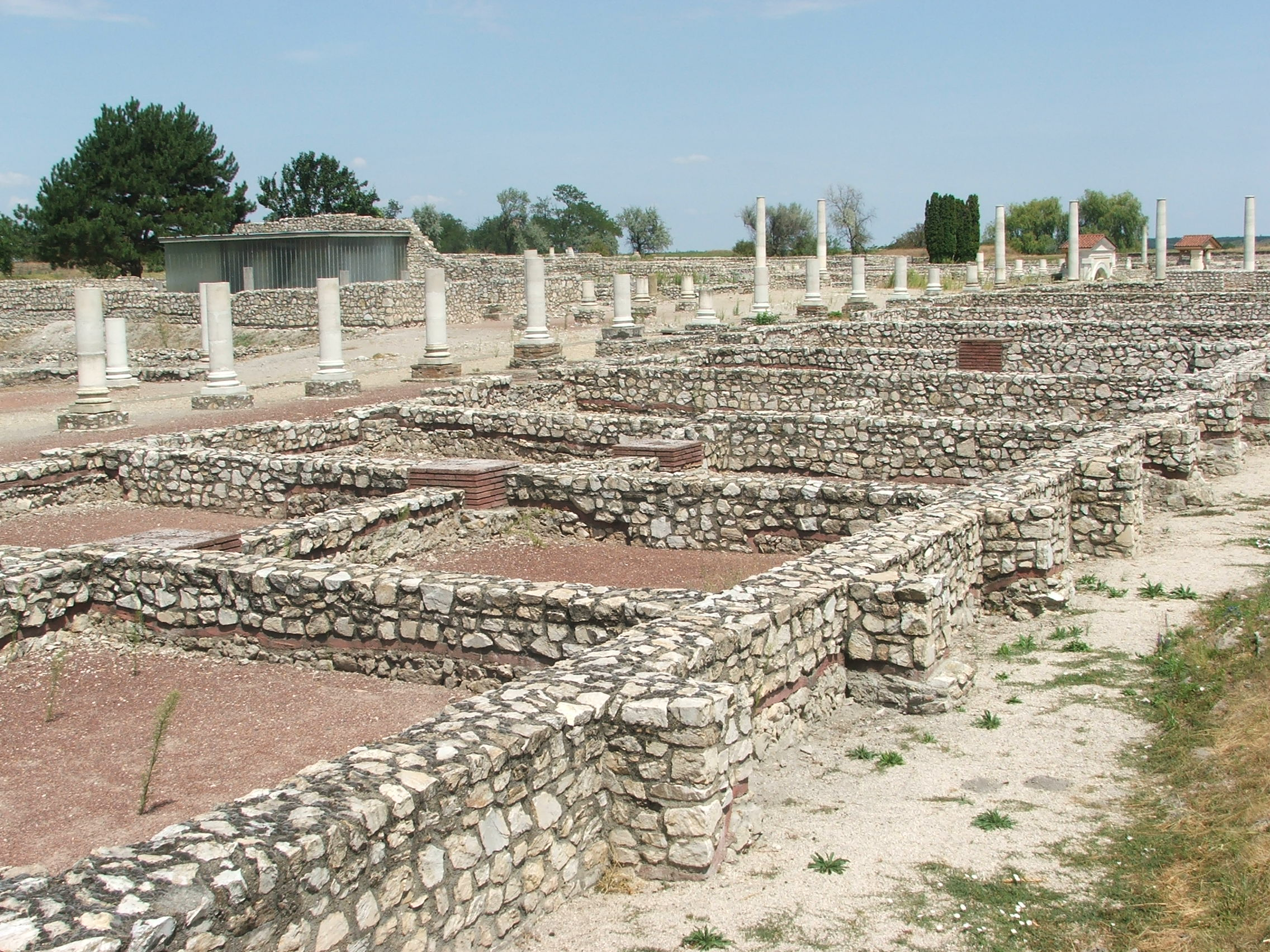
Gorsium: Decumanus Maximus (főutca)

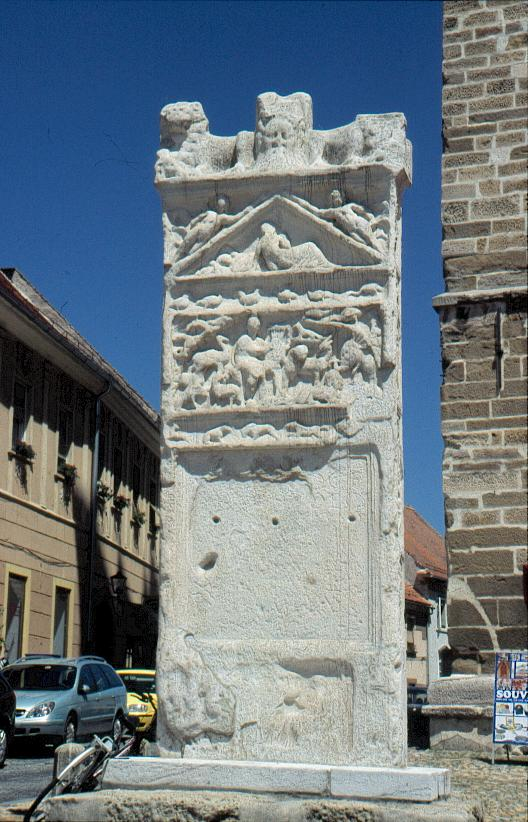
Római kori sírkő Ptuj (Poetovio) központjában (Szlovénia)

- Andautonia (Šćitarjevo): a Flavius-korban municipiumi (városi) rangot kapott
- Aqua Viva (Varasd)
- Aquae Iasae (Daruvár): Hadrianusi város, municipium.
- Aquincum (Óbuda): kettős település. Egy Vespasianus-korában keletkezett vicus (falu), mely Hadrianus császártól municipiumi (városi) státuszt kapott, és tőle délre, a Domitianus idejében létesült legióstábor mellett kialakult canabae (táborváros). A kettő egyesülve Septimius Severustól colonia (ugyancsak város) rangot kapott.
- Arrabona (Győr)
- Azaum/Odiavum (Almásfüzitő): római erőd és mellette kialakult falu a 2-5. században.
- Bassianae (Petrovci): municipium majd colonia
- Brigetio (Szőny): municipium Septimius Severus alatt, colonia a Kr. u. 3. század második felében.
- Caesariana (Balácapuszta)
- Campona (Nagytétény)
- Carnuntum (Petronell, Bad Deutsch-Altenburg): Hadrianus alatt városi státuszt kapott, municipium lett, Septimius Severus alatt colonia.
- Cibalae (Vinkovci) municipium
- Cirpi (Dunabogdány)
- Colonia Curta (Sümeg)[10]
- Contra-Aquincum (Pest)
- Contra Constantiam (Dunakeszi)
- Contra Florentiam (Dunafalva)
- Dotis (Tata)
- Emona (Ljubljana): Augustus vagy Tiberius által alapított város, colonia. A Kr. u. 2. században valamikor Itáliához csatolták.
- Faustinianum   Eddig még nem sikerült lokalizálni. Város, municipium volt.
- Gerulata (Oroszvár)
- Gorsium-Herculia (Tác, Székesfehérvár)
- Intercisa (Dunaújváros)
- Iovia (Szakcs)
- Lussonium (Dunakömlőd)
- Limosa (Szigetvár)
- Matrica (Százhalombatta)
- Mettulon (Metlika)
- Mogentianae  Egyes feltételezések szerint Tüskevár, bizonytalan a lokalizációja. Hadrianustól városi, municipiumi rangot kapott.
- Mursa (Eszék): Hadrianusi colonia.
- Mursella (Árpás): Hadrianusi municipium.
- Neviodunum (Drnovo): Nevezték municipium Latobicorumnak is. A Flavius-korban nyert városi, municipiumi státuszt.
- Poetovio (Ptuj): Város, veteráncolonia, melyet Traianus alapított.
- Pone Navata (Visegrád)
- Quadrata (Lébény)
- Sala (Zalalövő): Hadrianusi város, municipium
- Savaria (Szombathely): város, deductios colonia, Claudius császár alapította.
- Scarbantia (Sopron): Oppidum Iulium, vagyis vagy Augustus, vagy Tiberius által alapított település, mely a Flavius-korban nyert városi, municipiumi státuszt.
- Servitium (Gradiška)
- Sirmium (Szávaszentdemeter): A Flavius korban, valószínűleg Domitianus császártól colonia rangot kapott. Septimius Severus alatt megváltozott a státusza, colonia Septimia lett.
- Siscia (Sziszek): A Flavius korban, valószínűleg Domitianus császártól colonia rangot kapott. Septimius Severus alatt megváltozott a státusza, colonia Septimia lett.
- Solva (Esztergom)
- Sopianae (Pécs)
- Ulcisia Castra (Szentendre)
- Valcum (Fenékpuszta)
- Vetus Salina (Adony)
- Vicus Teuto (Budaörs)
- Vindobona (Bécs): Városi, municipiumi rangja a Severus korban bizonyított.
- Volg(um?)  Eddig még lokalizálatlan város, municipium a Balatontól délre.